# Letteratura armena
La letteratura armena è la letteratura scritta nelle quattro lingue armene letterarie: ovvero l'armeno classico o Grabar; il medio armeno del Regno armeno di Cilicia; il moderno dialetto letterario armeno occidentale, lingua della diaspora armena, delle comunità del Vicino Oriente e di quanto è rimasto di quelle della Turchia; ed il corrispettivo armeno orientale, lingua ufficiale della Repubblica di Armenia e della Repubblica de facto del Nagorno Karabakh, e lingua delle comunità dell'Iran.

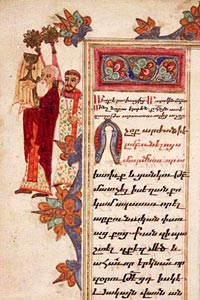
Versi del vescovo Mesrop Mashtots, creatore dell'alfabeto armeno, da un manoscritto del 1722 custodito presso la Biblioteca del Congresso di Washington.

## Storia

### Gli inizi

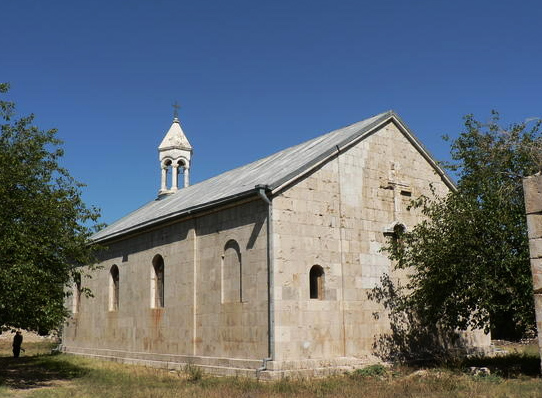
Il Monastero di Amaras, nel Nagorno Karabakh, dove Mesrop Mashtots fondò la prima scuola che usò il suo alfabeto.

Sono sopravvissuti soltanto scarsi frammenti della più antica tradizione letteraria armena precedente la cristianizzazione dell'Armenia nel IV secolo d.C., a causa di sforzi deliberati da parte della Chiesa apostolica armena per sradicare la tradizione pagana, che comprendeva almeno dieci secoli di letteratura soprattutto orale.
La letteratura scritta cristiana cominciò a svilupparsi a partire dal V secolo, per tradizione nel 406, quando Mesrop Mashtots creò l'alfabeto armeno con lo scopo di tradurre i testi biblici. Egli, insieme al catholicos Sant'Isacco di Armenia, fondò un'Accademia denominata "Scuola dei Traduttori". Gli allievi furono inviati a Edessa, Atene, Costantinopoli, Alessandria, Antiochia, Cesarea in Cappadocia e altrove, per procurare codici in siriaco e in greco e tradurli. Dal siriaco furono tradotti la prima versione del Nuovo Testamento, la Storia ecclesiastica e la Vita di Costantino di Eusebio di Cesarea (a meno che queste fossero traduzioni dirette dall'originale greco), le Omelie di Afraate, gli Atti di Guria e Samona, le opere di Efrem il Siro. Da rilevare che la Demonstratio apostolicae predicationis di Ireneo di Lione ed il Chronicon di Eusebio di Cesarea ci sono pervenuti soltanto in traduzioni armene. Gli allievi più famosi dell'"Accademia" furono Giovanni di Egheghiatz, Giuseppe Balnese, Yeznik di Koghb, Koryun, Mosè di Corene, Giovanni Mandakuni, Mambre Vercanol ed Eliseo l'Armeno.
In questi primi anni del V secolo furono composte anche alcune delle opere, quasi sicuramente apocrife, ma che la tradizione ha tramandato come eseguite effettivamente dagli autori in questione. Come ad es. i Discorsi attribuiti da Zenobio di Glak a S. Gregorio Illuminatore; e le due opere intitolate Storia dell'Armenia, attribuite da Lazzaro di Parp una ad Agatangelo e l'altra a Fausto di Bisanzio, delle quali lo stesso Lazzaro di Parp scrisse una continuazione, intitolata anch'essa Storia dell'Armenia. 
Come in tutta la letteratura cristiana antica vennero scritti apocrifi biblici, come il Vangelo armeno dell'infanzia e le Domande di Esdra. 
Questo primo periodo della letteratura armena produsse anche molte composizioni originali: Yeznik di Koghb scrisse la Confutazione delle sette, Koryun la Storia della vita di S. Mesrop e gli inizi della letteratura armena, Mosè di Corene la Storia dell'Armenia ed Eliseo l'Armeno la Storia di Vardan e della guerra armena. Essi, tutti discepoli di Mesrop, concludono quella che può essere definita l'Età dell'oro della letteratura armena, che consistette principalmente di commentari ed esegesi delle tradizioni letterarie ebraica e cristiana, e di storia della Chiesa apostolica armena.
La lingua scritta di quel tempo, l'armeno classico, denominato più frequentemente Grabar, rimase pur con significativi cambiamenti la lingua della letteratura fino al XIX secolo. Fece eccezione, e soltanto in parte, l'uso della lingua medio-armena nel regno armeno di Cilicia (1078-1375), prolungatosi fino al XVII secolo. Nel corso dei secoli la lingua parlata si evolse indipendentemente dalla lingua scritta; fino alla codificazione delle due lingue armene moderne, l'orientale e l'occidentale, verso la metà del XIX secolo.

### Il Medioevo

#### La leggenda di Davide di Sasun

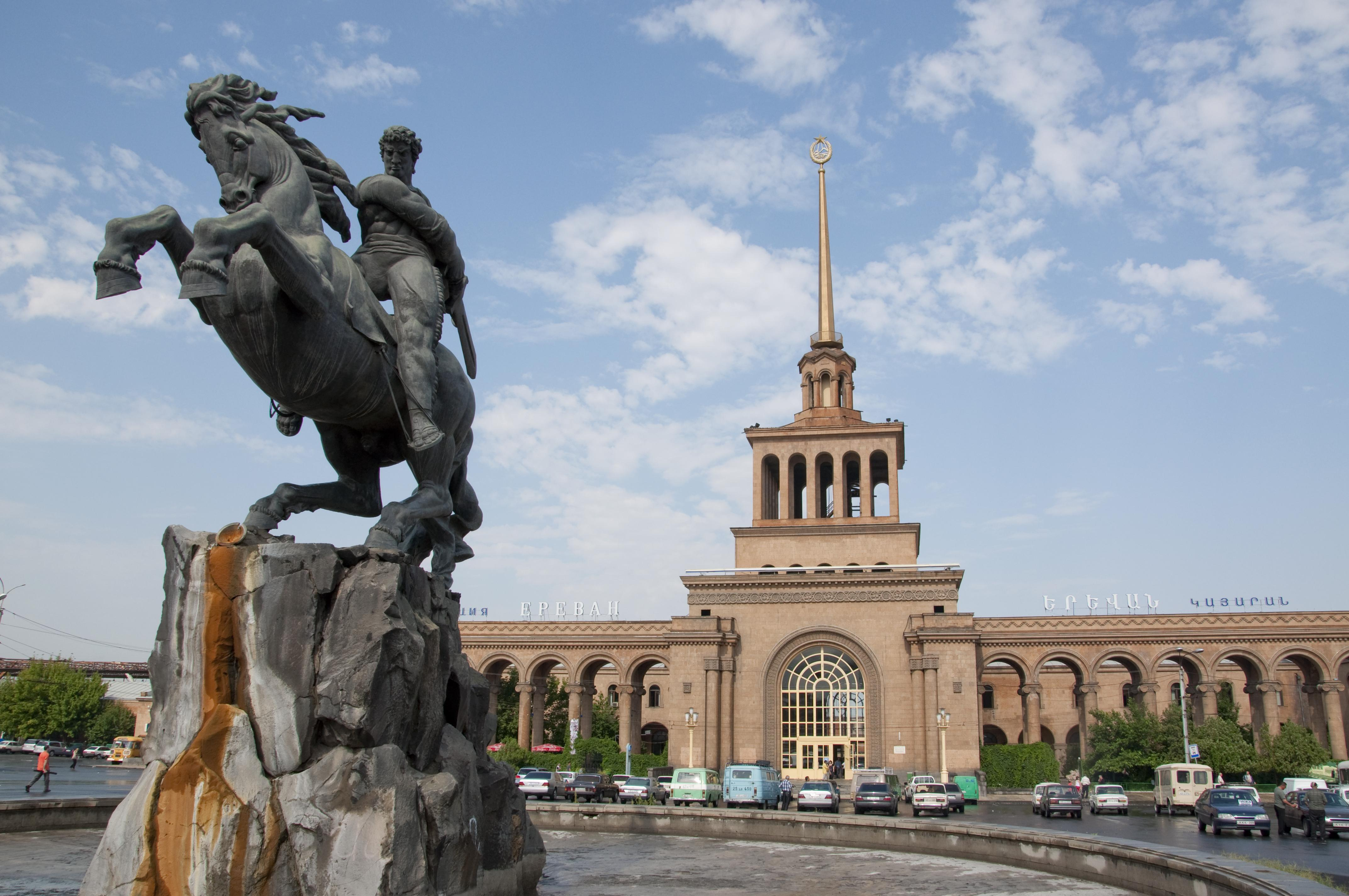
Statua di Davide di Sasun a Yerevan.

È noto che l'Armenia fosse una nazione spesso occupata dalle potenze circostanti come l'Impero sasanide. Gli inizi dell'era medievale furono segnati dalla conquista araba dell'Armenia. Allora la gente cominciò a parlare di un grande eroe che fosse stato in grado di liberarli e di ristabilire la sovranità armena. Davide di Sassun, noto come Sasuntsi Davit, è l'equivalente armeno medievale di Ercole. Per oltre un millennio la leggenda di Davide si tramandò di padre in figlio grazie alla tradizione orale armena, ed è difficile classificare la storia come antica o medievale. Risulta che la storia sia stata messa per iscritto la prima volta nel 1873 dall'arcivescovo Karkein Servantzdians, che trascrisse parola per parola il racconto riferito da un cantastorie di campagna di nome Grbo della città di Muş. Altre versioni del racconto provenienti da varie regioni dell'Armenia furono trascritte negli anni seguenti; e durante la prima era sovietica dell'Armenia le storie vennero riunite in una versione unificata; una narrazione connessa ricavata da dodici episodi isolati, frammenti, e versioni della leggenda quasi complete sebbene differenti. Uno dei più famosi riarrangiamenti della storia fu la stesura in versi di Hovhannes Tumanjan del 1902. Questo poema ricopre soltanto la vicenda di Davide, che è solamente una delle quattro parti della storia, sebbene ne sia la parte centrale.
Le quattro parti della storia prendono il nome dai loro eroi: Sanasar e Balthazar (Sanasar yev Baghdasar), Lion-Mehr (Aryudz Mher), Davide di Sasun (Sasountsi Davit), e Mher il giovane (Pokr-Mher). Sanasar è il padre di Lion-Mher, che è il padre di Davide, che è il padre di Mher il giovane. Quest'ultimo viene maledetto per non aver generato una discendenza e i suoi poteri sovrumani sono troppo forti perché il mondo possa riuscire a controllarli; quindi viene rinchiuso in una cava di montagna, dove dovrà attendere fino alla fine del mondo per uscirne e ristabilire l'ordine (similmente alle leggende, dell'Europa occidentale, di Re Artù o del Barbarossa).
Nonostante l'ambientazione cristiana dell'epica, numerose creature fantastiche, buone e cattive, ne condizionano lo svolgimento.
Un'antenata del leggendario Davide è la nobildonna Dzovinar, che accetta di sposare il novantenne re di Baghdad per salvare il suo popolo. Sanasar e Balthasar erano i suoi due figli. Sanasar si sposta a Sasun, città-fortezza dell'Armenia (oggi in Turchia). Ha tre figli: Il primo è il Grande Mher di Sasun, dotato di poteri sovrumani. Il figlio legittimo di Mher è Davide di Sasun, ma ha anche un altro figlio dalla regina araba d'Egitto, conosciuto come Misra Melik, che alla lettera significa Il sovrano d'Egitto. Egli è probabilmente l'immagine di tutto ciò che gli armeni odiavano: un traditore, e un oppressore straniero. Nel corso degli anni il fratellastro fu sconfitto, e alla fine David gli tagliò in due la nemesi.

#### La letteratura profana
Il medioevo letterario armeno iniziò in sordina. Nel VI secolo l'unico scrittore importante fu il filosofo neoplatonico Davide Anhaght (David l'Invincibile). Nel VII secolo spicca la figura del matematico, astronomo e geografo Anania di Shirak, autore di trattati scientifici. Nel IX secolo abbiamo lo storico Tovma Artsruni. Nel X secolo troviamo gli storici Hovhanes Draskhanakertsi, Ukhtanes, Movses Kaghankatatvatsi, Movses Daskhuranetsi, Giovanni Mamikonian, autore della Storia di Taron, ed il catholicos Giovanni V di Draskhanakert (Hovhannes Draskhanakerttsi), autore della celebrata Storia dell'Armenia che ricopre il periodo dalle origini della nazione all'anno 925 d.C. Nell'XI secolo scrissero gli storici Aristakes Lasitivertsi, Mateos Urhaetsi, e Stepanos Asoghik detto anche Stepanos Taronetsi, la cui Storia universale in tre volumi arriva fino all'anno 1004 d.C.

#### La letteratura religiosa

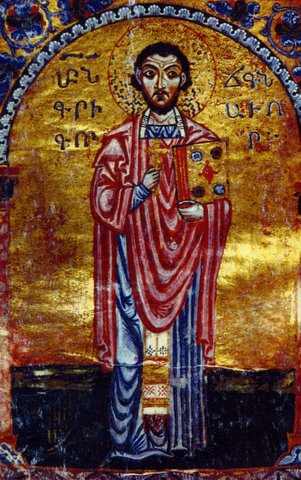
Gregorio di Narek, da un manoscritto armeno del XII secolo.

Anche in questo campo il periodo medievale si aprì con una produzione letteraria di quantità relativamente scarsa. Nel VII secolo si distinse la poesia religiosa di Komitas Aghtsetsi. Ma fu importante soprattutto l'VIII secolo, quello di Giovanni Otznetzi, soprannominato il Filosofo. Un Discorso contro i Paoliziani, un Discorso sinodale e una raccolta dei canoni dei concili dei Padri precedenti la sua epoca sono le sue principali opere sopravvissute. All'incirca nello stesso periodo arrivarono le traduzioni delle opere di parecchi Padri, i più importanti S. Gregorio di Nissa e S. Cirillo d'Alessandria, dalla penna del vescovo Stefano di Syunik. Due importanti poetesse, nonché musiciste, dell'epoca furono le innografe Sahakduxt e Xosroviduxt. Anche nel secolo successivo l'innografia cristiana raggiunse alti livelli grazie all'opera di Esayi Abu-Muse.
Nel X secolo, Annine di Mok, abate e tra i più celebrati teologi del tempo, compose un trattato contro i Tondrachiani, una setta imbevuta di Manicheismo. Il nome di Chosrov, vescovo di Andzevatsentz, è onorato per i suoi interessanti commentari sul breviario e le Preghiere della Messa. Gregorio di Narek, suo figlio, dottore della Chiesa cattolica, fu il "Pindaro" dell'Armenia, dalla cui penna sono venuti elegie, odi, panegirici e omelie. Infine abbiamo Gregorio Magistros, il cui lungo poema sull'Antico e sul Nuovo Testamento rivela un particolare impegno.

#### La rinascita in Cilicia
Il XII secolo costituì una rinascita per la letteratura armena. Il catholicòs Nerses, soprannominato Il Benigno, fu l'autore più brillante dell'inizio di questo periodo. Oltre alle sue opere poetiche, come la Elegia sulla presa di Edessa, abbiamo opere in prosa tra cui una Lettera pastorale, un Discorso sinodale, e le Lettere. Questa epoca ci ha lasciato anche un commentario di S. Luca ed uno sulle Lettere cattoliche. Degno di nota è anche il Discorso sinodale di Nerses di Lambron, arcivescovo di Tarso, enunciato al Concilio di Hromcla, dai toni antimonofisiti. Tra le opere profane vanno ricordate la raccolta di favole Aghvesagirk (Il libro della volpe) di Vardan Aygektsi, e la Cronaca di Matteo di Edessa, relativa al periodo tra la seconda metà del IX secolo e la prima dell'XI, importante resoconto delle prime Crociate e delle guerre tra bizantini e arabi nella Siria settentrionale e in Asia Minore.
Il XIII secolo diede alla luce Vartan il Grande, che ebbe i talenti del poeta, dell'esegeta, e del teologo; e la cui Storia universale tratta gli argomenti in modo molto ampio. Sempad il Connestabile, importante figura di diplomatico, giurista e comandante militare, tradusse vari codici giuridici, e scrisse un importante resoconto sulla storia della Cilicia. Stefano Orbelian, vescovo del Syunik, con le sue opere storiche e religiose tentò il rilancio dell'Armenia storica.
Nel secolo successivo Gregorio di Datev (o Tatev) compose il Libro delle domande, fiera polemica contro i Cattolici.

### Sotto la dominazione straniera

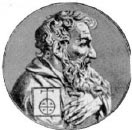
Agop Meghapart, il primo editore armeno a Venezia.

Il XVI secolo vide l'Armenia in mano ai persiani, e per la prima volta fu dato uno scacco alla letteratura. Però, mandando gli armeni in ogni parte d'Europa, l'invasione persiana ebbe i suoi buoni effetti. Aprirono negozi di stampa a Venezia e Roma e, nel XVII secolo, a Leopoli, Milano, Parigi e altrove. Furono ripubblicate opere antiche e stimolata la produzione di opere nuove. Una figura di rilievo fu l'armeno di Polonia Simeon Lehac'i, detto il "Marco Polo" armeno, le cui Note di viaggio, oltre ad altri suoi resoconti, ci forniscono abbondanti informazioni sulla storia della sua epoca.
I Mechitaristi di Venezia furono alla testa di questo movimento, tanto che fu a Venezia che venne stampato il primo libro in armeno; anche se le pubblicazioni dei Mechitaristi, per quanto numerose, furono spesso poco critiche. I loro confratelli, i Mechitaristi di Vienna, furono ugualmente attivi nella loro opera; è alla loro società che appartengono Balgy e Catergian, due notissimi scrittori di argomenti armeni. Da segnalare anche la stampa del Salterio di David a Livorno nel 1644. La Russia, Costantinopoli ed Echmiadzin furono gli altri centri degli impegni letterari armeni; soprattutto l'ultimo di questi è degno di nota, imbevuto come è ancora oggi di metodi scientifici e gusti tedeschi.
Guardando in retrospettiva nel panorama della letteratura armena antica e medievale, si rileva un carattere nazionale dal piacere con cui gli armeni hanno cantato le glorie della loro Terra nelle storie e nelle cronache. Le traduzioni sono sempre state una parte importante di questa letteratura. Inoltre si nota un punto di vista religioso; e anche la storia sembra scritta per le sue dottrine piuttosto che per gli avvenimenti in sé. Un'ultima caratteristica è che l'età dell'oro fu quella degli inizi, e con il passare dei secoli gli scrittori armeni divennero sempre meno, con la parentesi della rinascita in Cilicia, fino al revival nel XIX secolo.

#### I trovatori armeni

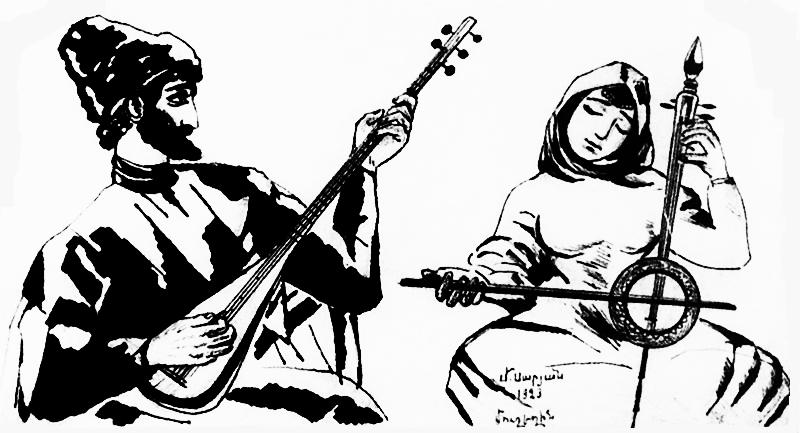
Caricatura di Sayat-Nova.

Divisi tra l'Impero ottomano e la Persia safavide, gli armeni crearono una tradizione trovatorica. Il trovatore, chiamato in armeno ashough, andava da villaggio a villaggio, e da città a città, per recitare alla gente la propria letteratura. I più apprezzati, come Sayat-Nova, partecipavano alle gare nelle corti dei re georgiani, dei khans musulmani, o dei meliks armeni. Parlavano spesso dei sentimenti per le loro donne esprimendosi nella lingua popolare, ricettiva di influenze straniere, anziché l'armeno classico, sentito come antiquato al di fuori delle chiese e delle scuole.

### Il XIX secolo e il primo XX secolo

#### I revivalisti: Il romanticismo armeno

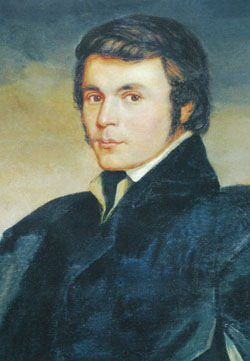
Khačatur Abovjan

Il XIX secolo ebbe un grande movimento letterario che avrebbe dato origine alla letteratura armena moderna. Il periodo di tempo durante il quale fiorì la letteratura armena è noto come il periodo del Revival (Zartonk). Gli autori revivalisti di Costantinopoli e Tbilisi, quasi identici ai romantici europei, incoraggiavano il nazionalismo armeno. Per la maggior parte adottarono le varianti moderne appena codificate dell'armeno orientale o dell'armeno occidentale, a seconda del pubblico a cui le opere erano indirizzate, anziché l'artificioso armeno classico.
Il vero creatore della letteratura armena moderna fu Khačatur Abovjan (1804-1848). Egli fu il primo ad abbandonare per le proprie opere l'armeno classico adottando quello moderno, garantendone così la diffusione. La sua opera più famosa, Le ferite dell'Armenia, riprendono il tema delle sofferenze del popolo armeno sotto le dominazioni straniere. Egli dedicò la propria vita alla scrittura e alla diffusione delle tematiche relative all'Armenia e al suo popolo. La poesia di Mikael Nalbandian La canzone della ragazza italiana è stata probabilmente la fonte d'ispirazione dell'inno nazionale armeno, Mer Hayrenik, che dopo l'indipendenza ha sostituito l'inno della RSS Armena scritto da Armenak Sarkisyan. Raffi, pseudonimo di Hakob Melik-Hakobian, fu il grande romantico della letteratura armena. Nelle sue opere fece rivivere la grandezza del passato storico dell'Armenia. Nell'opera intitolata Gayzer gli eroi lottano per la liberazione del loro popolo. Questo tema dell'oppressione sotto la dominazione straniera è evidente anche nelle sue opere Djelaledin e Khente. Il poeta e drammaturgo Bedros Tourian nei suoi drammi storici fu ispirato dal vivo desiderio per la liberazione nazionale dall'invasore turco. Stepanos Nazarian s'interessò al problema sociale e scrisse contro il sistema feudale e la servitù della gleba, e si batté per il rinnovamento sia della lingua armena che della sua letteratura. Tra gli autori dell'800 va ricordato anche il monaco mechitarista Leonzio Alishan, poeta e studioso di ogni aspetto della cultura armena.
Il periodo revivalista terminò tra il 1885 e il 1890, quando gli armeni passarono un periodo turbolento. Gli eventi storici più importanti furono il trattato di Berlino del 1878, l'indipendenza delle nazioni balcaniche come la Bulgaria. E soprattutto i massacri hamidiani del 1895-1896, testimoniati tra gli altri dall'orientalista italiano Attilio Monaco; seguiti dal massacro di Adana del 1909.

#### I realisti armeni

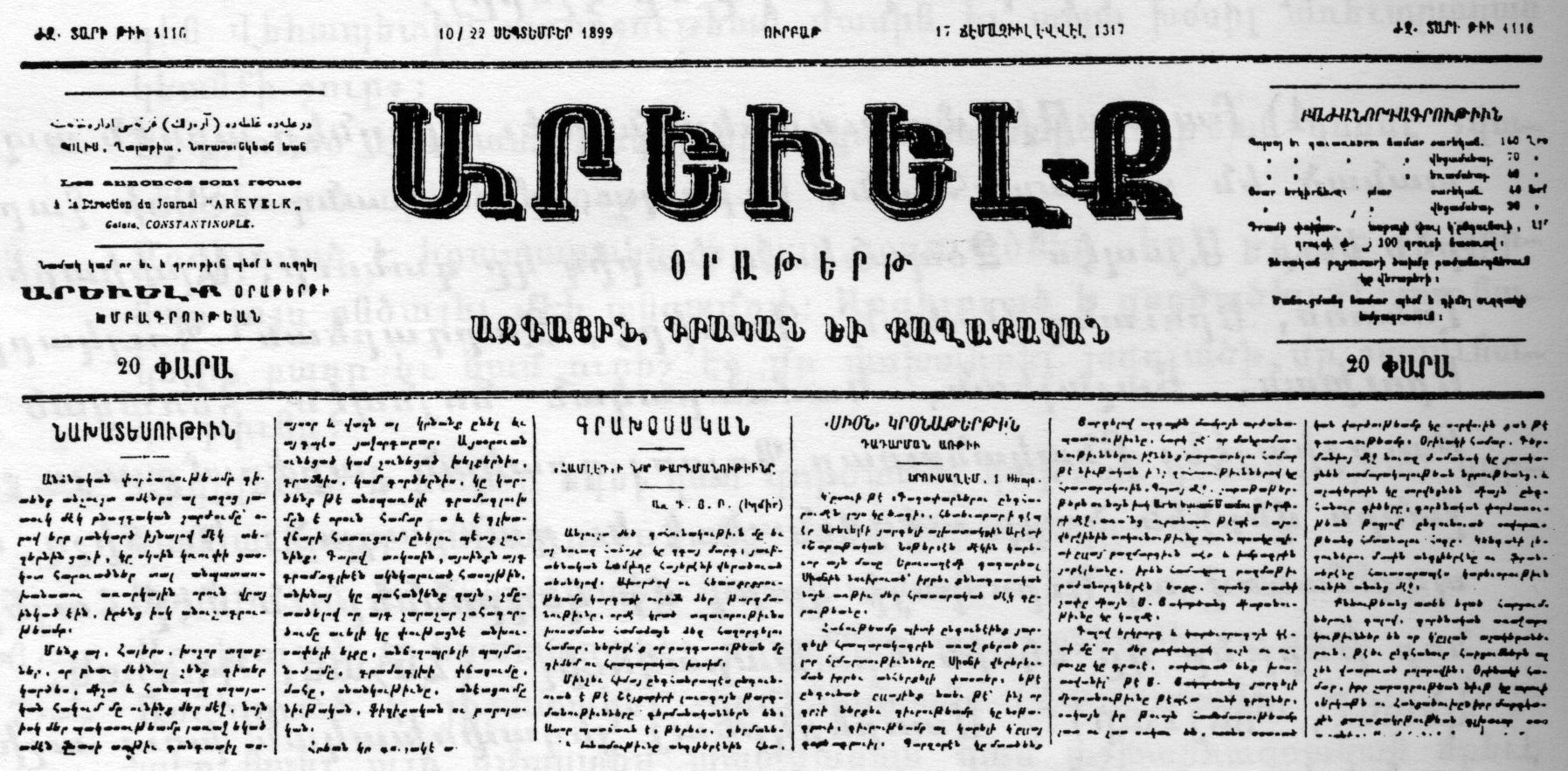
Una copia del quotidiano Arevelk.

Verso la fine del XIX secolo lo scopo degli autori armeni fu la rappresentazione realistica della vita, con tutte le sue nudità e crudezze; nonostante una minoranza di scrittori avrebbe mantenuto influenze romantiche.
Alcuni specialisti affermano che il movimento realista cominciò con la fondazione del giornale Arevelk (Oriente) (1884). Scrittori come Arpiar Arpiaryan, Levon Pashalian, Krikor Zohrab, Melkon Gurjian, Dikran Gamsarian e altri, fecero parte della cerchia relativa al giornale in questione. Altri importanti giornali del periodo furono Massis, Azadamard, Mehyan e soprattutto Hayrenik (Patria), che divenne molto populista ma incoraggiò la critica.
Ciononostante agli armeni, nei loro giornali e nella loro produzione scritta, non fu permesso usare parole come: Armenia, nazione, patria, libertà, progresso.
Tra i notevoli scrittori di questo periodo abbiamo: Nighol Aghpalian, Avetis Aharonian, Atrpet, Hagop Baronian, Retheos Berberian, Arsciak Ciobanian, Armen Enovk, Simon Eremian, Arsen Ghazikian, Hovhannes Hovhannisyan, Avetik Isahakyan, Shahan Natalie, Hrand Nazariantz (nipote di Stepanos Nazarian), Garegin Nzhdeh, Yervant Odian, Hagop Oshagan, Kegham Parseghian, Ruben Sevak, Levon Shant, Alexander Shirvanzade, Siamanto, Vahan Tekeyan, Gegham Ter-Karapetian, Daniel Varujan forse il più valente di tutto questo gruppo, Gostan Zarian e Rupen Zartarian.

### Sotto il regime sovietico

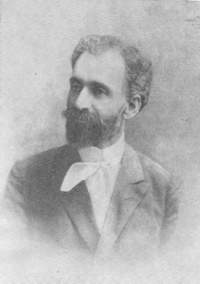
Hovhannes Tumanjan, considerato il poeta nazionale armeno.

La tradizione letteraria di Khačatur Abovjan, Mikael Nalbandian e Raffi proseguì. Questo recupero della tradizione fu intrapreso da scrittori e poeti come il già citato Hovhannes Tumanjan, Yeghishe Charents, Aksel Bakunts e altri. Questo revival ebbe luogo sotto il governo comunista, molto restrittivo nei confronti della libertà di espressione degli scrittori. Nei tardi anni '60, durante la dittatura di Leonid Il'ič Brežnev, emerse una nuova generazione di scrittori armeni. Siccome la storia armena degli anni '20 e del genocidio divenne discussa più apertamente, alcuni scrittori come Paruyr Sevak, Gevork Emin, Silva Kaputikian e Hovhannes Shiraz iniziarono una nuova era della letteratura. Importante anche l'opera del "catholicòs" Karekin I.

### L'Armenia indipendente
Oggi è attiva una nuova generazione di scrittori. La mancanza di una critica letteraria indipendente ed obiettiva rende difficile fornire un resoconto dell'epoca più moderna. L'attuale stato di tensione tra la Unione degli scrittori d'Armenia dell'era sovietica e i gruppi letterari indipendenti sono sfociati in reciproche calunnie anche sulla questione della classificazione degli scrittori armeni secondo il pubblico al quale si rivolgono.
Tra gli scrittori denunciano distopia sociale e corruzione politica abbiamo Vahram Sahakian e Vahe Avetian. Quest'ultimo vive in Svezia dagli anni '90 a causa di persecuzioni da parte delle autorità armene.
Un altro scrittore la cui letteratura è difficile da classificare è lo scrittore statunitense Armen Melikian che rimpatriò brevemente in Armenia nel 2002 ed iniziò a scrivere in armeno orientale, la lingua ufficiale della Repubblica d'Armenia. Egli ha rinnegato la fedeltà alla cultura e alla letteratura dell'Armenia a causa del suo esilio e del suo ostracismo. Tuttavia la sua opera più recente, Viaggio alla Terra vergine, pubblicato negli Stati Uniti nel 2010 e vincitore di undici premi letterari, si occupa di alcune questioni fondamentali che turbano la società armena, come le relazioni di genere, l'orientamento religioso e la corruzione politica. Nel XXI secolo spicca, tra gli altri, la figura di Aram Pachyan, primo scrittore armeno a vincere il Premio letterario dell'Unione europea, nel 2021, col romanzo P/F.

## Opere tradotte in italiano
- B. Sivazliyan (a cura di), Le leggende del popolo armeno, Milano, Arcana Editrice, 1988.
- P'awstos Buzand (Fausto di Bisanzio), Storia degli armeni, Milano, Mimesis Edizioni, 1997, ISBN 88-85889-88-3.
- Ełiše (Eliseo l'Armeno), Storia di Vardan e dei martiri armeni, Collana "Testi patristici", Roma, Città Nuova Editrice, 2005, ISBN 88-311-3182-6.
- Eliseo l'Armeno, Commento a Giosuè e Giudici; Roma, Edizioni San Clemente/Bologna, Edizioni Studio Domenicano, 2009, ISBN 88-311-3182-6.
- Daniel Varujan, Mari di grano e altre poesie armene, trad. di Antonia Arslan, Milano, Casa editrice Paoline, 1995.
- Daniel Varujan, Il canto del pane, trad. di Antonia Arslan, Milano, Guerini e associati, 2014 [2004].
- Aksel Bakunts, Racconti dal silenzio. Cinque storie armene, Milano, Guerini e associati, 2002.
- Yervant Odian, Missione a Dzablavar (Epistolario socialista del compagno Phanchuni), Roma, Edizioni Lavoro, 2004.
- Arshavir Shiragian, Condannato a uccidere. Memorie di un patriota armeno, Milano, Guerini e associati, 2005.
- Zabel Yessayan, Nelle rovine, Ancona, Pequod Edizioni, 2008.
- Sonya Orfalian (a cura di), Le mele dell'immortalità. Fiabe armene, Milano, Guerini e associati, 2003.
- Sonya Orfalian (a cura di), A cavallo del vento. Fiabe d'Armenia raccontate da Sonya Orfalian, Collana "Il pianeta scritto" n. 118, Lecce, Argo Editrice, 2014, ISBN 978-88-8234-178-7.
- Sonya Orfalian (a cura di), C'era e non c'era. Fiabe della terra d'Armenia, Asolo, Aurelia Edizioni, 2016.
- Paola Mildonian (a cura di), Sayat-Nova, Canzoniere armeno, edizione bilingue, Milano, Edizioni Ariele, 2015, ISBN 9788897476245.
- Congregazione Armena Mechitarista (a cura della), Benedici questa croce di spighe... Antologia di scrittori armeni vittime del Genocidio, Milano, Edizioni Ares, 2017, ISBN 978-88-8155-730-1.